# Scoreni, Strășeni
Scoreni este un sat din raionul Strășeni, Republica Moldova. Se învecinează cu satele Cojușna, Trușeni, Malcoci, Condrița, Căpriana și orașul Strășeni. Este așezat într-o vale săpată de râul Ișnovăț, între două dealuri acoperite de păduri. Localitatea este cunoscută datorită practicării meșteșugului confecționării butoaielor.
În 2014 populația satului număra 3.647 locuitori. Principala sursă economică a lor este agricultura. Relieful deluros favorizează creșterea unor culturi ca vița-de-vie, iar la poalele dealurilor se întind livezi și terenuri de porumb. Principalul obiectiv turistic al satului este rezervația peisagistică Căpriana–Scoreni, pe teritoriul căreia se află unul din stejarii lui Ștefan cel Mare.

## Istorie
Conform Dicționarului statistic al Basarabiei din 1923, satul a fost întemeiat în 1718, de către familiile moldovenești Stavăr și Mironescu. O altă sursă datează prima atestare documentară la 22 august 1763, când „din luminata poruncă a Măriei Sale Grigore Callimachi, Grigore Clichici ot Scoreni [...] au mers la hotarul ce este în șesul Bâcului, să grijească pricina moșiei Sfintei Vineri, ce se chiamă Strășeni”. Aceeași sursă documentează că așezarea era moșia lui Scorea, nume derivat probabil de la inscripția „Decebalus per Scorilo”.
În timpul recensământului ad-hoc din 1772–1773, organizat de țariști în timpul Războiului ruso-turc din 1768–1774, satul Scoreni, aflat în ocolul Botnei, ținutul Orhei-Lăpușna, aparținea Mănăstirii Căpriana și număra 16 case, 14 moldoveni și 2 văduve neplătitoare. Un an mai târziu, în 1774, un recensământ similar atestă satul Scoreni în ocolul Cogâlnicului, cu 24 de case, 21 dintre care birnici (plătitori de bir).
La 9 noiembrie 1817 în localitate este sfințită o biserică de lemn, pe temelie de piatră, având hramul Sf. Ierarh Spiridon.

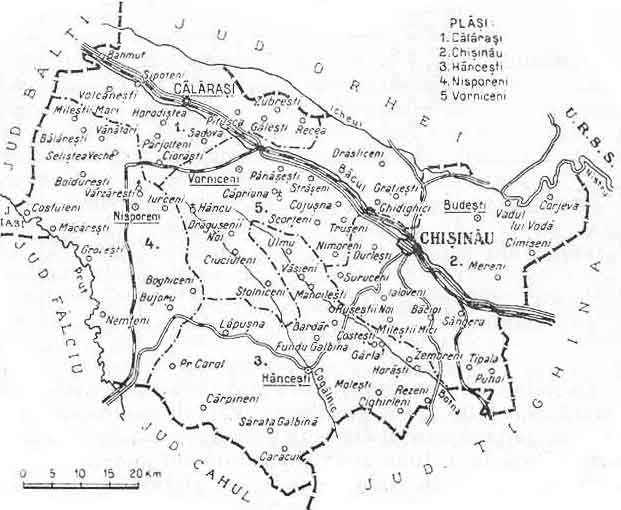
Harta județului Lăpușna, 1938

O altă biserică cu același hram a fost construită în anul 1863 și figurează în Registrul monumentelor Republicii Moldova ocrotite de stat. Clădirea a fost ridicată din piatră, cu ajutorul Mănăstirii Căpriana, în locul vechii biserici de lemn. Aici a avut loc prima școlire a sătenilor la sf. sec. al XVIII-lea – înc. sec. al XIX-lea. Către finele secolului al XIX-lea, s-a deschis școala ministerială de o singură clasă, cu studii în limba rusă de o durată de 3 ani, unde un singur învățător preda unui cerc îngust de discipoli religia, limba rusă cu caligrafie, aritmetica și cântarea bisericească.
În 1894 în sat funcționa o bancă rurală, al cărei capital de bază era format din mijloace bănești locale.
În a doua jumătate a sec. al XVIII-lea și prima jumătate a sec. al XIX-lea, populația satului a fost afectată în repetate rânduri de epidemii. De exemplu, în 1866, din cei 61 oameni decedați în Scoreni majoritatea au fost răpuși de holeră, în 1872 numărul victimelor atingând 116. În 1910, 175 de săteni au decedat de tifos exantematic, populația satului scăzând la 2.054 de oameni de la cifra de 2.090 din 1904. În 1916, pentru ameliorarea sănătății localnicilor, în sat a fost deschisă o baie publică.
În 1923, comuna Scoreni avea 740 de gospodării în care locuiau 4.200 de oameni. În economia locului era antrenată o cooperativă de consum, înființată în 1917, cât și o tovărășie de credit și păstrare. Pe deal funcționau 17 mori de vânt. Satul mai avea o primărie, două școli primare mixte, un post de jandarmă, o agenție de percepere, o poștă rurală și două cârciumi.
În Enciclopedia României, editată în 1938, satul este amintit sub denumirea Scoreni, deși pe hartă apare ca „Scorțeni”. În timpul României Mari, satul era amplasat în județul Lăpușna, plasa Vorniceni, avea un cămin cultural, iar Mănăstirea Condrița intra în componența lui.
Populația satului a fost pe larg afectată de mobilizările din 1944 în timpul celui de-al doilea război mondial, cât și de foametea și deportările care au urmat.
Către 1976 funcționa sovhozul-fabrică „Scoreni”, specializat în pomicultură și viticultură. Gospodăria era asigurată cu tehnică mecanizată: 46 de tractoare, 10 autocamioane și 4 combine. În sat existau o școală medie, casă de cultură și club cu instalație de cinematograf, bibliotecă, ateliere de deservire socială, oficiu poștal, spital, punct medical, ambulatoriu, ospătărie, magazine, creșă-grădiniță.

Imagini de arhivă
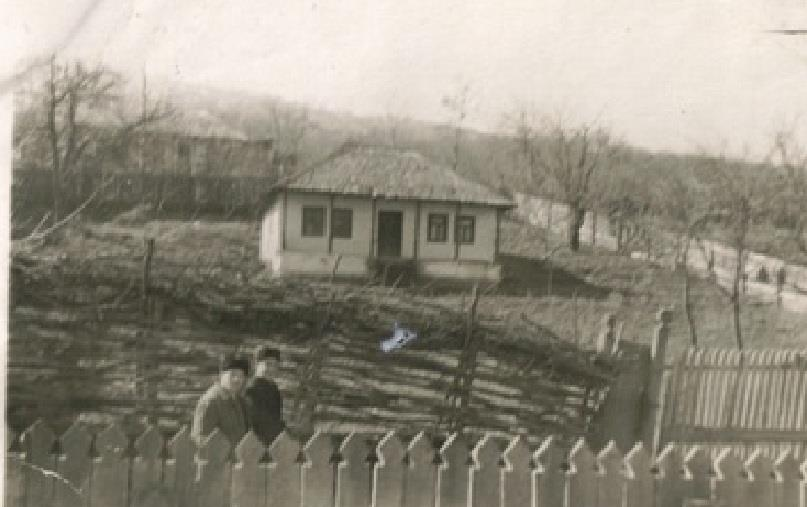
Casă țărănească, anii 1950
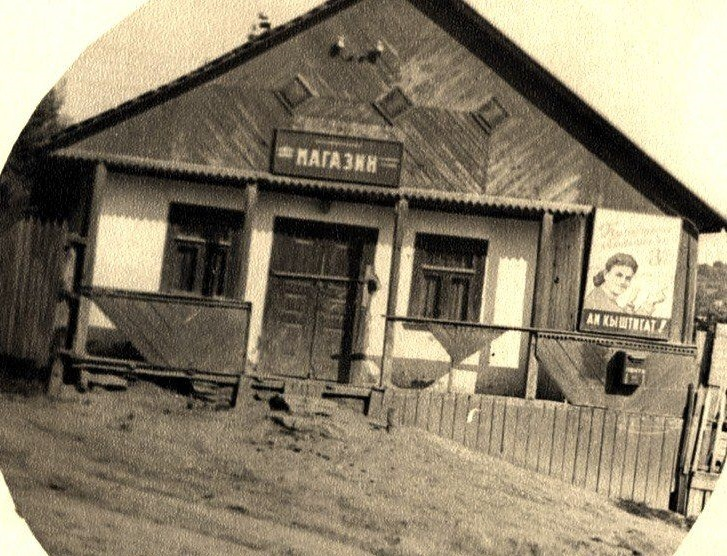
Magazin, anii 1960
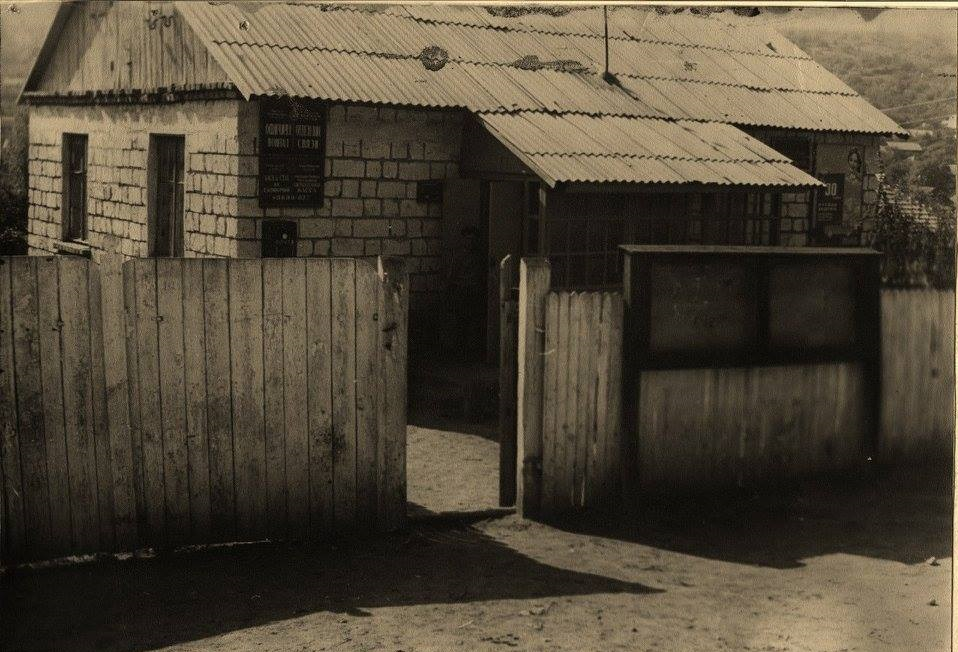
Oficiul poștal, construit în 1963
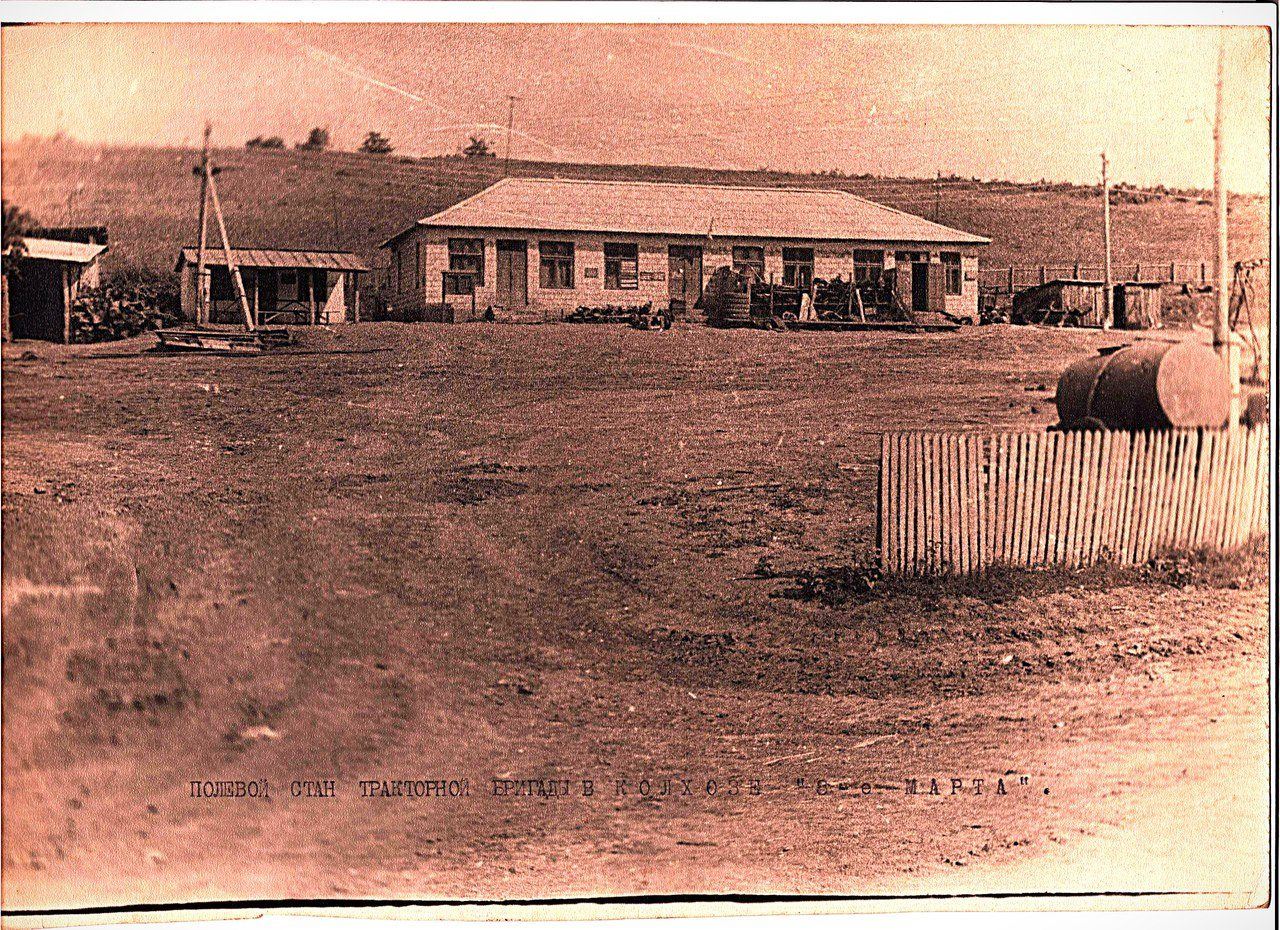
Brigada de tractoare nr. 1, construită în 1965

### Patrimoniu protejat
În sat sunt înregistrate opt situri arheologice care beneficiază de regim special de protecție a statului și două monumente ocrotite de stat, ambele de importanță națională:
- Așezare Scoreni I (prima epocă a fierului / sec. al XII-lea–al X-lea î.Hr.)
- Așezare Scoreni II – „La Brigada a Treia” (prima epocă a fierului / sec. al XII-lea–al X-lea î.Hr.; epoca romană târzie / sec. al III-lea–al IV-lea; epoca medievală / sec. al XVI-lea–al XVIII-lea)
- Așezare Scoreni III (eneolitic / mil. al V-lea–al IV-lea î.Hr.)
- Așezare Scoreni IV – „La Nord de Iaz” (perioada târzie a epocii bronzului / sec. al XV-lea/al XIV-lea–al XIII-lea î.Hr.)
- Așezare Scoreni V (neolitic / mil. al VI-lea î.Hr.)
- Așezare Scoreni VI – „La Iezătură” (epoca medievală / sec. al XVII-lea–al XVIII-lea)
- Așezare Scoreni VII (a doua epocă a fierului / sec. al V-lea–al III-lea î.Hr.)
- Așezare Scoreni VIII – „La Livadă” (a doua epocă a fierului / sec. al V-lea–al III-lea î.Hr.)
- Biserica „Sf. Spiridon” – monument de arhitectură, construit în 1863
- Monument în memoria consătenilor căzuți în 1941-1945 – monument istoric, distrus în 2011[21]

Monumente ocrotite de stat
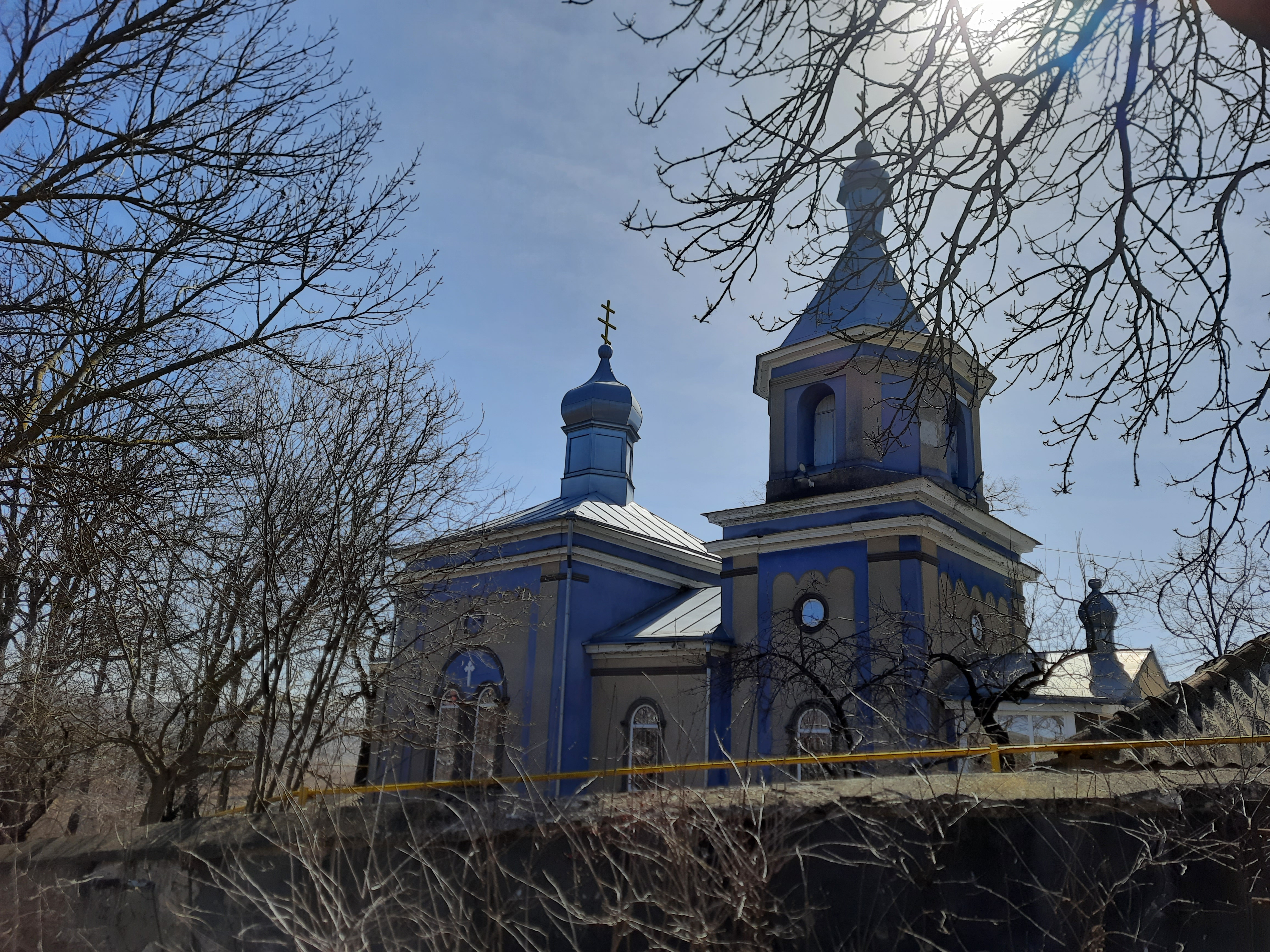
Biserica Sf. Spiridon
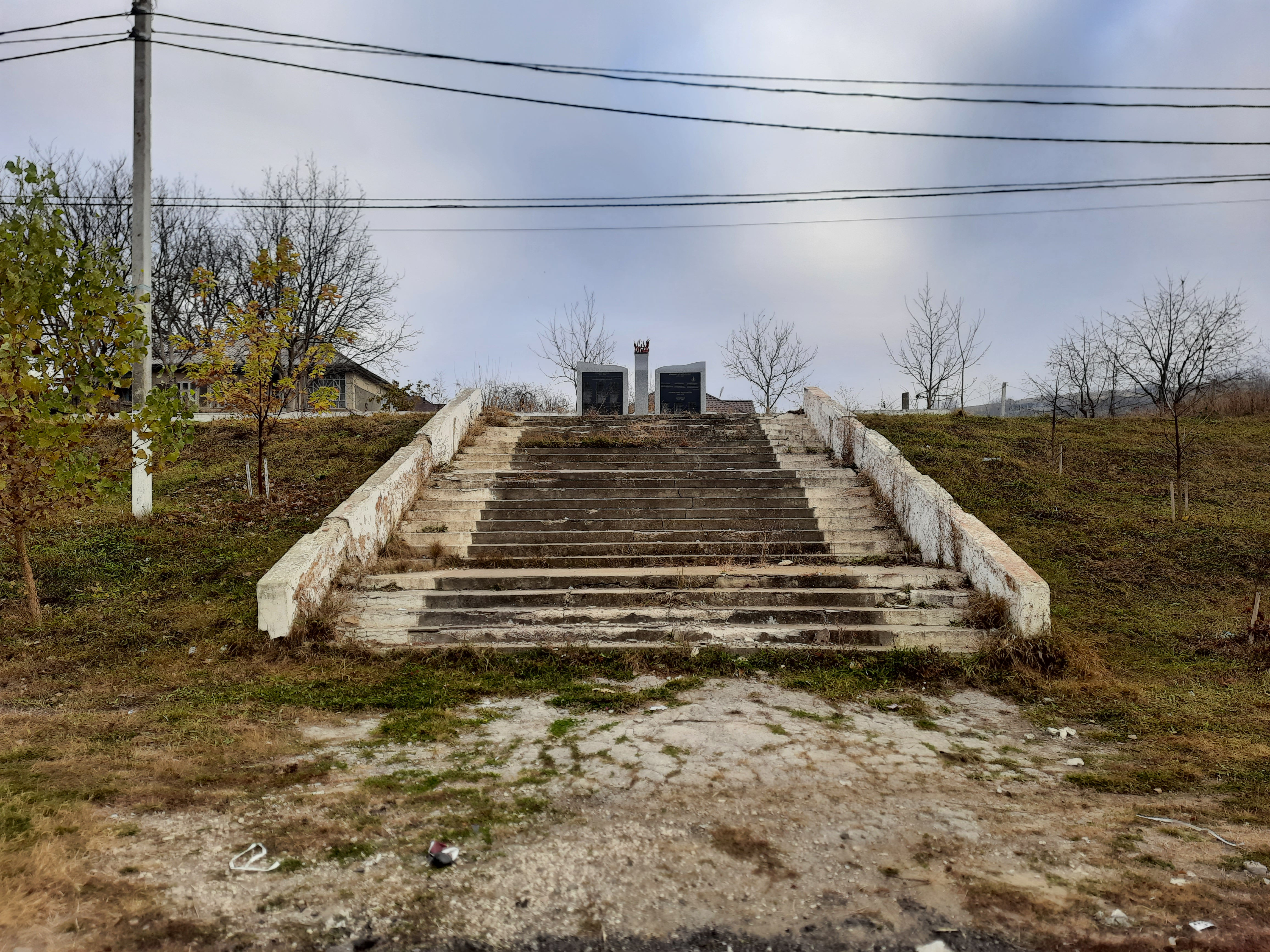
Scările fostului monument în memoria consătenilor căzuți în 1941-1945

## Stemă și drapel
Simbolurile heraldice actuale ale satului au fost înregistrate în Armorialul General al Republicii Moldova în 2016. Stema este reprezentată de un scut roșu-vișiniu, deasupra căruia este amplasat un cerb elansat, de aur, și un butoi văzut dinspre fund, de argint. Scutul este timbrat de o coroană sătească de aur. Drapelul reprezintă o pânză pătrată roșu-vișinie, purtând un cerb elansat, galben, deasupra unui butoi văzut dinspre fund, alb.

## Demografie
Structură etnică
     moldoveni (82,45%)
     români (17,11%)
     ruși (0,22%)
     alte etnii / nedeclarată (0,22%)
Conform datelor recensământului din 2014, populația satului este de 3.647 de locuitori, dintre care 1.768 (48,48%) bărbați și 1.879 (51,52%) femei. Structura etnică a populației arată astfel:
- moldoveni — 3.007;
- români — 624;
- ruși — 8;
- altele / nedeclarată — 8.

16,9% din populație sunt copii cu vârsta de până la 14 ani, iar 8,5% sunt bătrâni trecuți de 65 de ani. Vârsta medie a locuitorilor este 37,1 ani. Satul numără 1.125 de gospodării, dintre care 467 (41,5%) cu copii. 197 de gospodării sunt formate dintr-un singur om.
Scoreni - evoluția demografică

0100020003000400050001855187018861924194120042024populațiePopulația istorică din Scoreni
Date: Recensăminte sau birourile de statistică - grafică realizată de Wikipedia

Toate cele 1.386 de locuințe sunt case individuale. 18,5% din ele nu sunt locuite. Oficial, 3.600 de persoane sunt înregistrate cu locul de trai în Republica Moldova, restul locuind în Italia, Ucraina, Rusia și alte țări. 3.553 (97,42%) din locuitori s-au declarat de religie creștin ortodoxă, un număr neglijabil de persoane sunt înscriși ca martori ai lui Iehova, agnostici și atei, iar 89 de persoane nu și-au declarat religia.
Doar 6,2% din gospodării sunt conectate la rețeaua centralizată de distribuire a apei. Un sistem centralizat de canalizare nu există în sat. În ce privește accesul la mijloacele de informare și comunicare, 475 (42,22%) de gospodării au aparate de radio, 1.032 (91,73%) au televizoare, 811 (72,09%) sunt conectate la rețeaua de telefonie fixă, 330 (29,33%) au calculatoare și 318 (28,27%) sunt conectate la rețeaua internet. 65 de gospodării (5,78%) nu au nimic din cele enumerate. Procentual, cele mai multe locuințe (aprox. 25%) au fost construite în perioada 1971-1980. Doar în 160 de case (11,54%) este instalat WC cu apă, iar camere de baie sau duș sunt amenajate în 247 locuințe (17,82%).
La recensământul din 2004 au fost atestați 3.946 de locuitori. Conform unei estimări din noiembrie 2022, în sat locuiesc aproximativ 3.000 de oameni, restul fiind stabiliți în afara localității.

## Politică și administrație
| Imagine indisponibilă |  | Imagine indisponibilă |
| Svetlana Tabacari     |  | Clădirea primăriei    |

Satul Scoreni este administrat de un primar și un consiliu local compus din 13 consilieri. Svetlana Tabacari îndeplinește funcția de primar din 2011. Ea reprezintă Partidul Acțiune și Solidaritate și a fost aleasă pentru al patrulea mandat în 2023. În primul său mandat a reprezentat Partidul Liberal Democrat din Moldova (PLDM), în cel de-al doilea Blocul electoral „Platforma Populară Europeană din Moldova — Iurie Leancă”, iar în cel de-al treilea din nou PLDM.
De la validarea rezultatelor alegerilor locale din 2023, consiliul local are următoarea componență pe partide politice:
|  | Partid                                       | Consilieri | Componență | Componență | Componență | Componență | Componență | Componență | Componență | Componență | Componență | Componență |
|  | -------------------------------------------- | ---------- | ---------- | ---------- | ---------- | ---------- | ---------- | ---------- | ---------- | ---------- | ---------- | ---------- |
|  | Partidul Acțiune și Solidaritate             | 10         |            |            |            |            |            |            |            |            |            |            |
|  | Partidul Socialiștilor din Republica Moldova | 2          |            |            |            |            |            |            |            |            |            |            |
|  | Partidul Liberal Democrat din Moldova        | 1          |            |            |            |            |            |            |            |            |            |            |

## Geografie
Scoreni este cea mai sudică localitate din raionul Strășeni. Satul este înconjurat de păduri și este amplasat într-o văgăună, străbătută de râul Ișnovăț.
Pădurea de la nord-vest, din perimetrul Scoreni–Căpriana–magistrala M1, este o arie protejată, cunoscută ca rezervația peisagistică Căpriana–Scoreni. La extremitatea estică a rezervației, în preajma intrării în sat dinspre Strășeni, sunt localizate șase amplasamente de arbori seculari, cuprinzând un total de 20 de arbori: 19 stejari pedunculați (Quercus robur) și un păr pădureț (Pyrus pyraster). Spre sud, între Condrița și Malcoci, se află o rezervație naturală silvică, înregistrată ca „sector-etalon de pădure”, care aparține administrativ de ocolul silvic Scoreni.

Arborii seculari din preajma satului
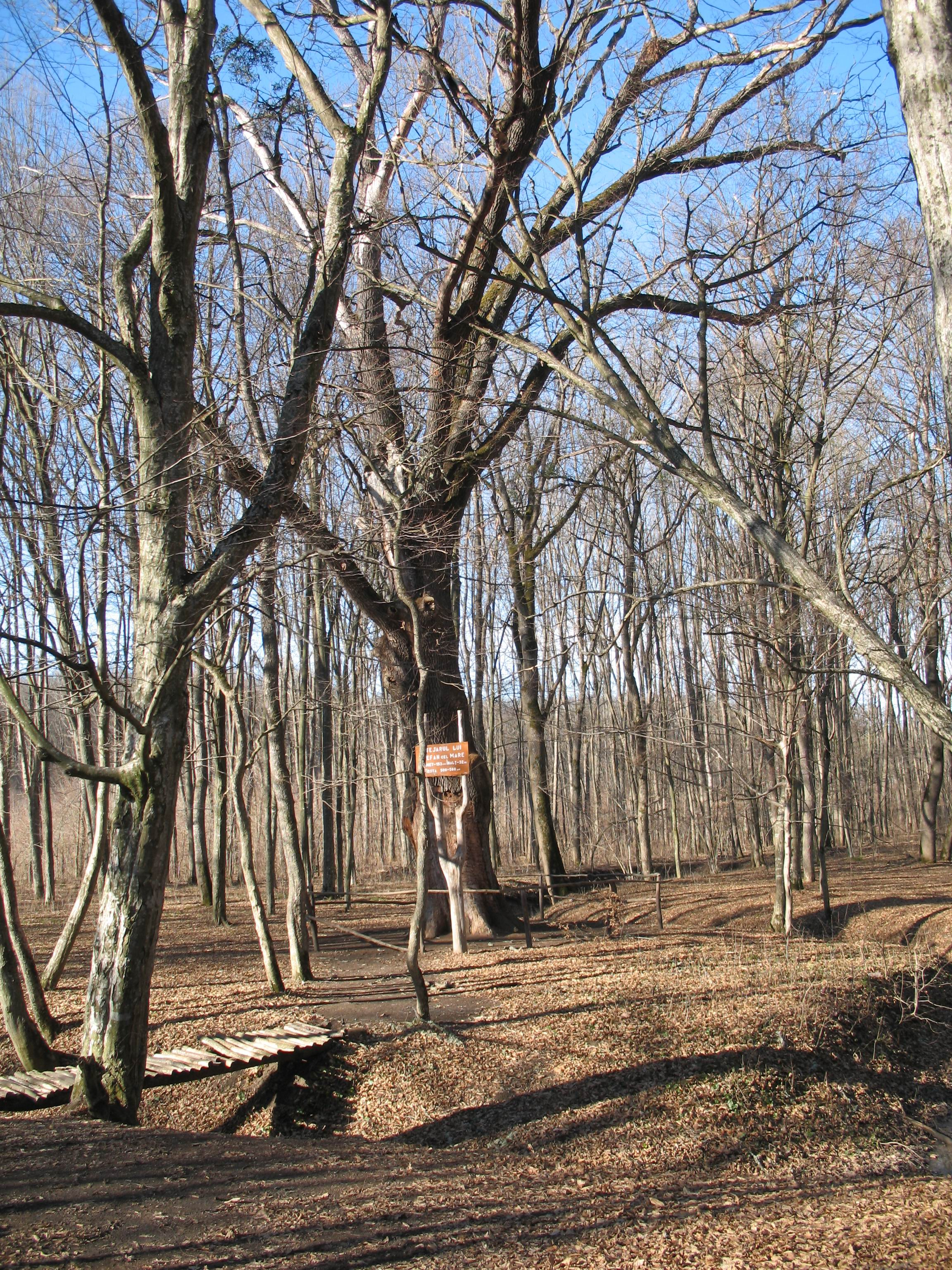
„Stejarul lui Ștefan cel Mare”, uscat
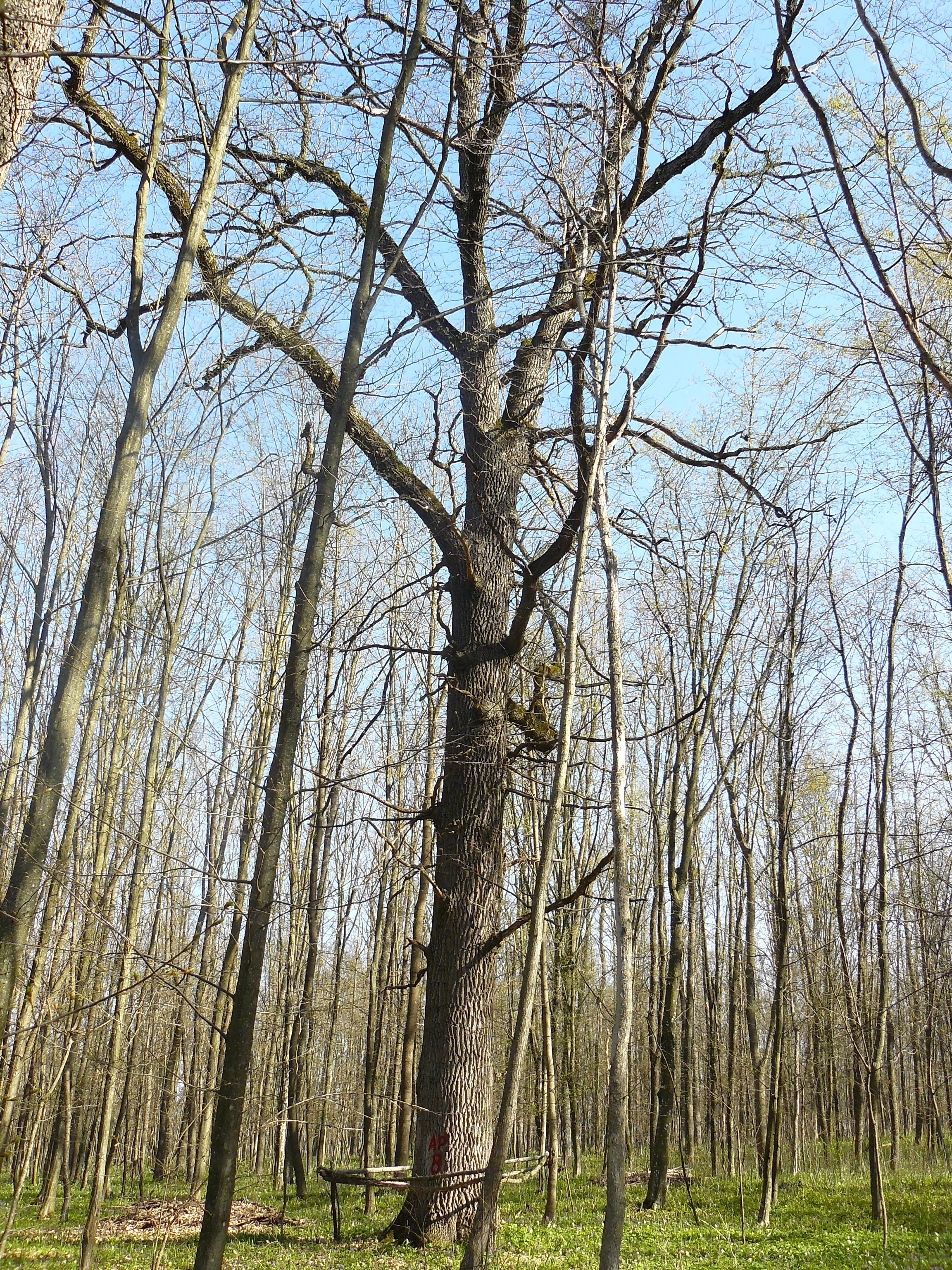
Amplasament de 10 stejari pedunculați, parțial afectați
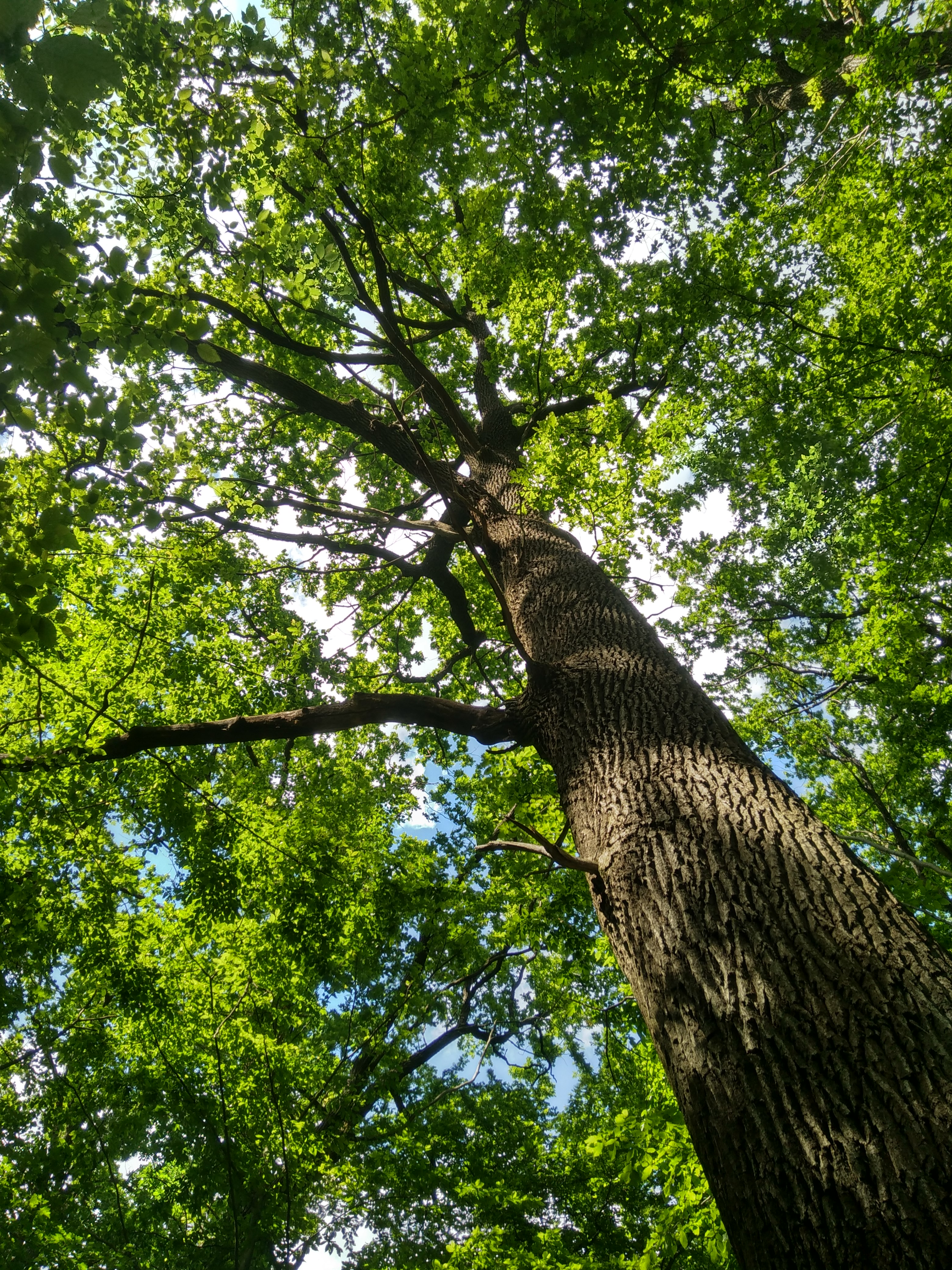
Amplasament de 5 stejari pedunculați, afectați
Amplasament de 2 stejari pedunculați, afectați
Stejar pedunculat, afectat
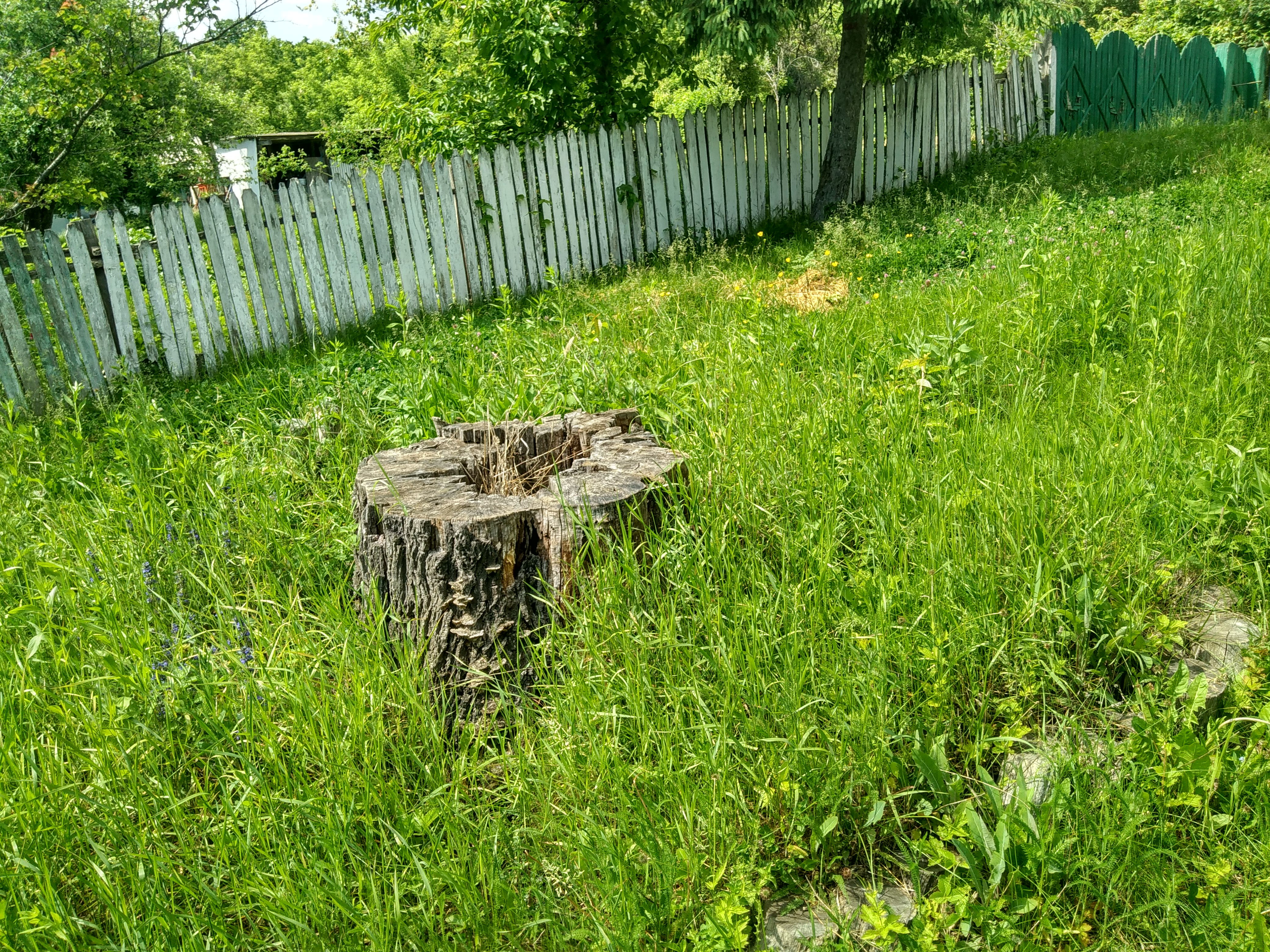
Păr pădureț, incendiat și defrișat între anii 2000-2010

### Climă
| Luna                        | Ian          | Feb          | Mar          | Apr          | Mai          | Iun          | Iul          | Aug          | Sep       | Oct          | Nov          | Dec          | Anual          |
| --------------------------- | ------------ | ------------ | ------------ | ------------ | ------------ | ------------ | ------------ | ------------ | --------- | ------------ | ------------ | ------------ | -------------- |
| Maxima medie °C (°F)        | 0 (32)       | 2 (36)       | 8 (46)       | 15 (59)      | 21 (70)      | 25 (77)      | 27 (81)      | 27 (81)      | 21 (70)   | 14 (57)      | 7 (45)       | 2 (36)       | 14,1 (57,3)    |
| Minima medie °C (°F)        | −6 (21)      | −4 (25)      | 0 (32)       | 5 (41)       | 11 (52)      | 15 (59)      | 16 (61)      | 16 (61)      | 11 (52)   | 6 (43)       | 1 (34)       | −3 (27)      | 5,7 (42,2)     |
| Precipitații mm (inches)    | 38.2 (1.504) | 34.5 (1.358) | 34.1 (1.343) | 40.6 (1.598) | 52.1 (2.051) | 70.2 (2.764) | 75.3 (2.965) | 49.9 (1.965) | 51 (2.01) | 33.8 (1.331) | 39.1 (1.539) | 43.5 (1.713) | 562,3 (22,138) |
| Nr. de zile cu precipitații | 7            | 5            | 5            | 6            | 7            | 7            | 8            | 5            | 5         | 4            | 5            | 6            | 70             |
| Ore însorite                | 279          | 296          | 372          | 405          | 465          | 480          | 480.5        | 449.5        | 375       | 330          | 285          | 263.5        | 4.480,5        |
| Sursă: NOAA                 |              |              |              |              |              |              |              |              |           |              |              |              |                |

## Societate
Satul are o rețea de magazine, o farmacie și un dispensar medical, cel din urmă fiind construit la începutul anilor 1990. De asemenea, în sat activează două biblioteci, un cămin cultural, o grădiniță, un oficiu poștal și o sală de ceremonii. Apa potabilă este asigurată de o rețea alcătuită din 348 de fântâni. În 2016, funcționa un atelier de accesorii croșetate.
În Scoreni activează liceul teoretic „Universul” cu predare în limba română, unde își fac studiile 342 de elevi (2019) și predau 28 de profesori (2017). În 1999, în cadrul școlii a fost inaugurat Centrul pentru copiii cu dizabilități „Cris”, finanțat de Asociația de Caritate „Acasă” și o fundație din Țările de Jos.

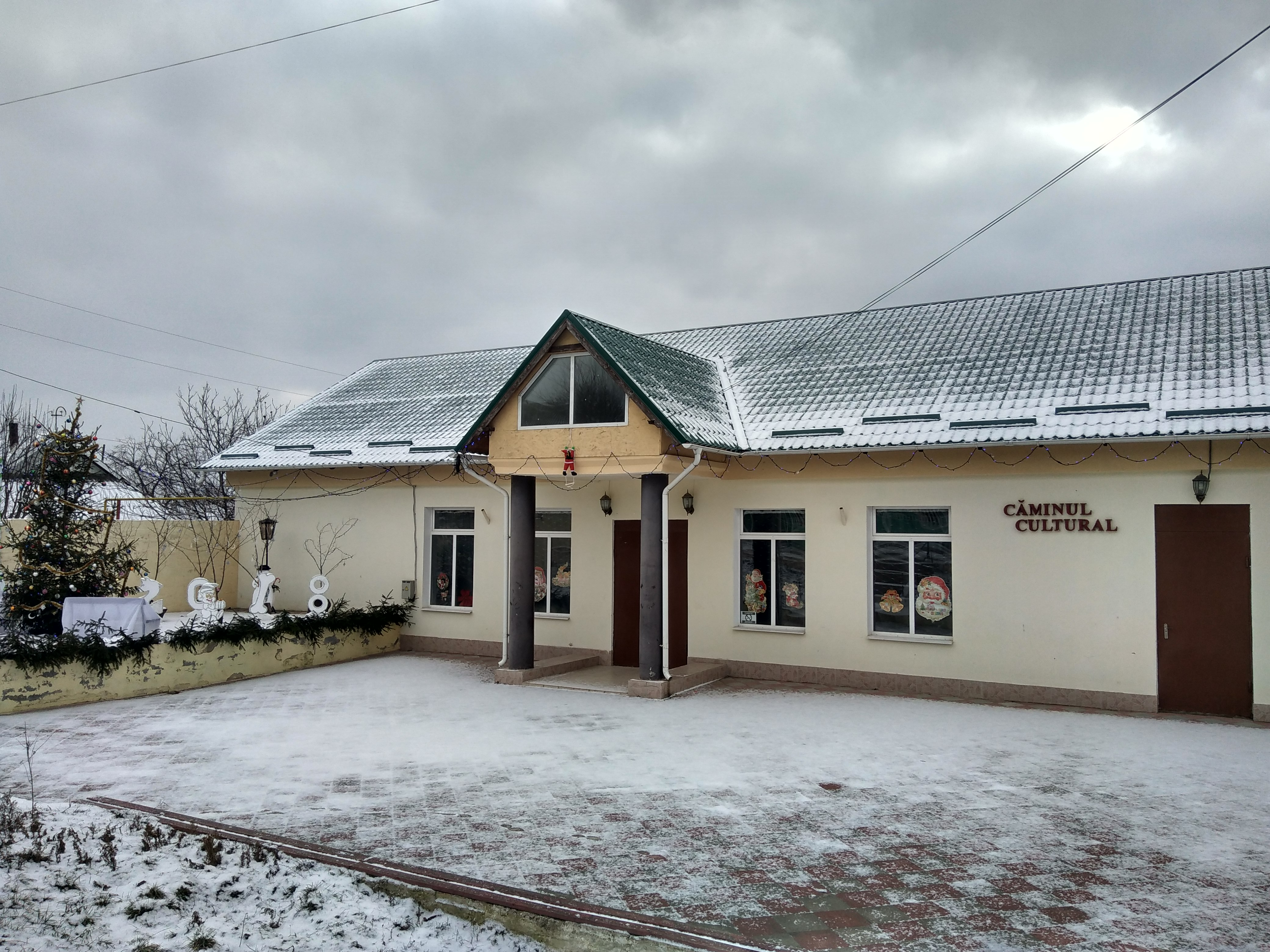
Căminul cultural
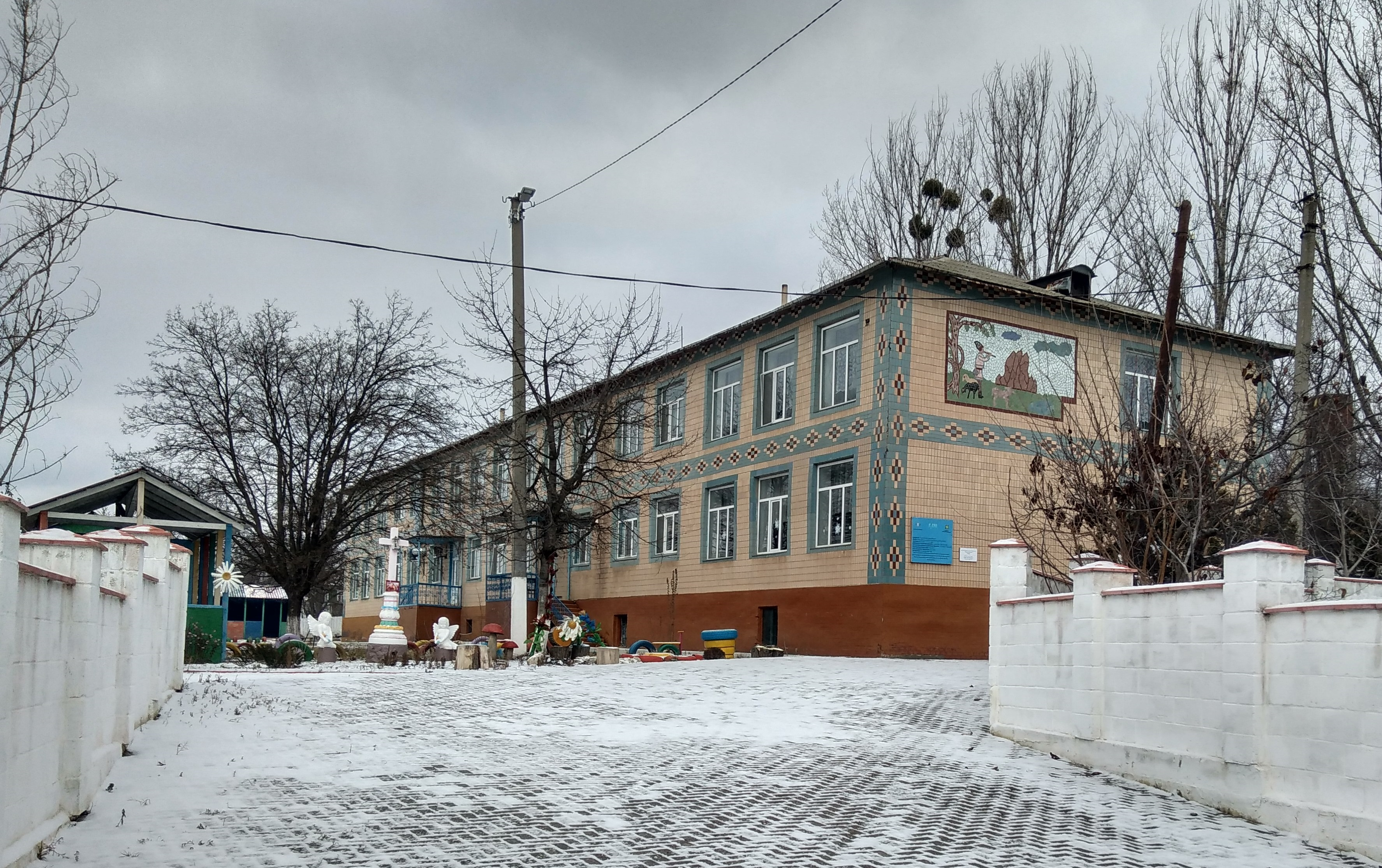
Grădinița
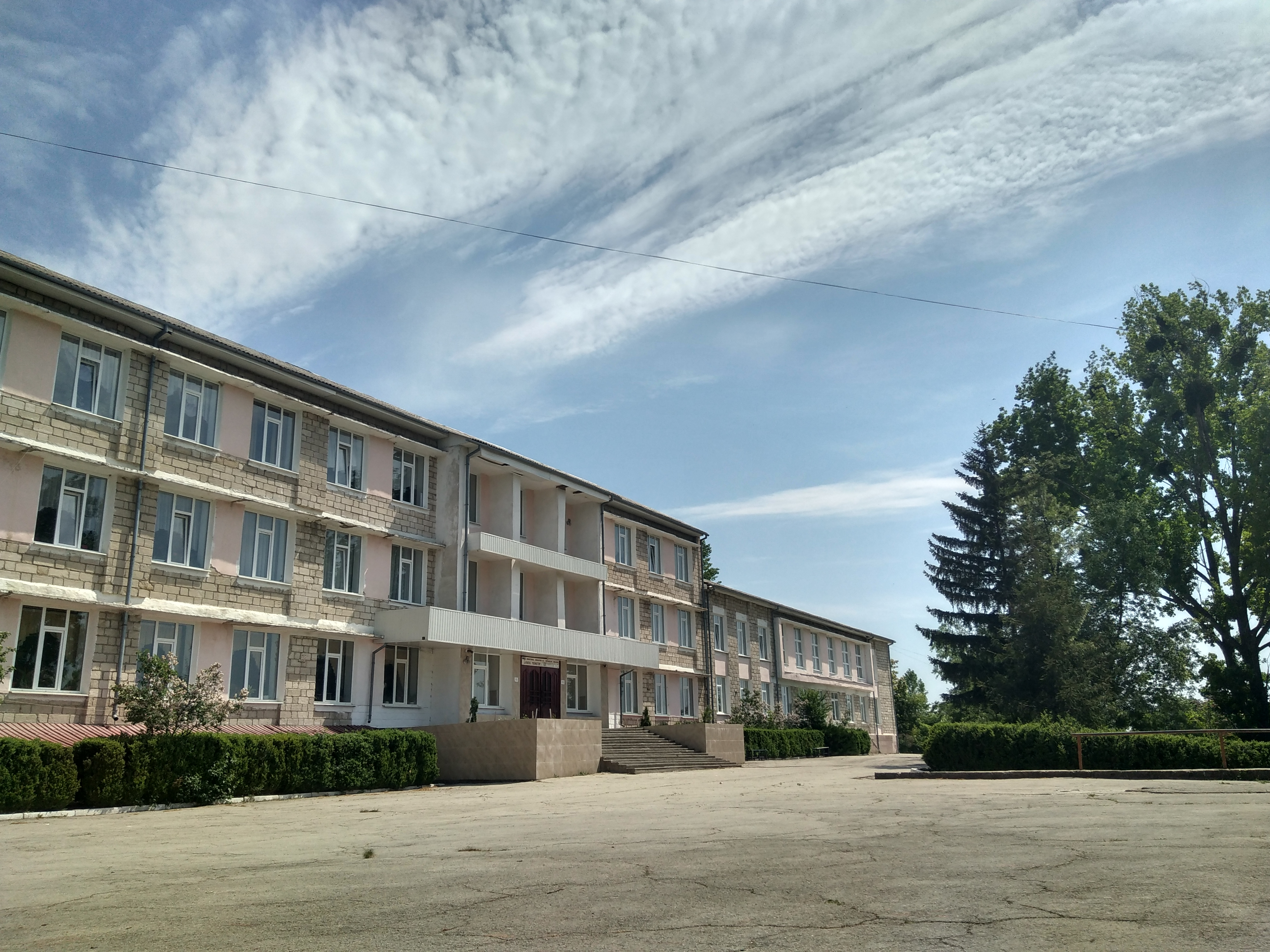
Liceul teoretic „Universul”
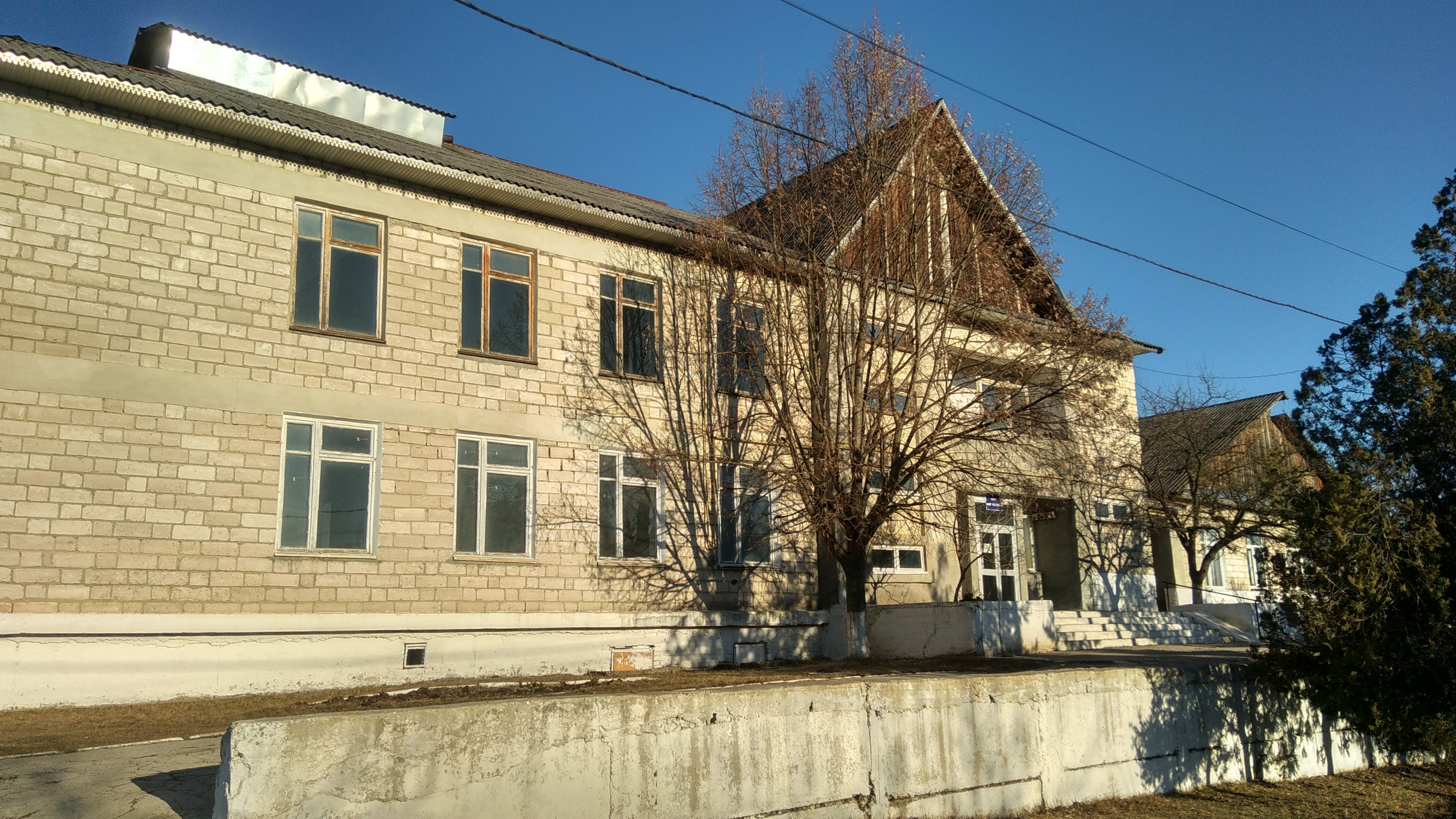
Oficiul medicilor de familie
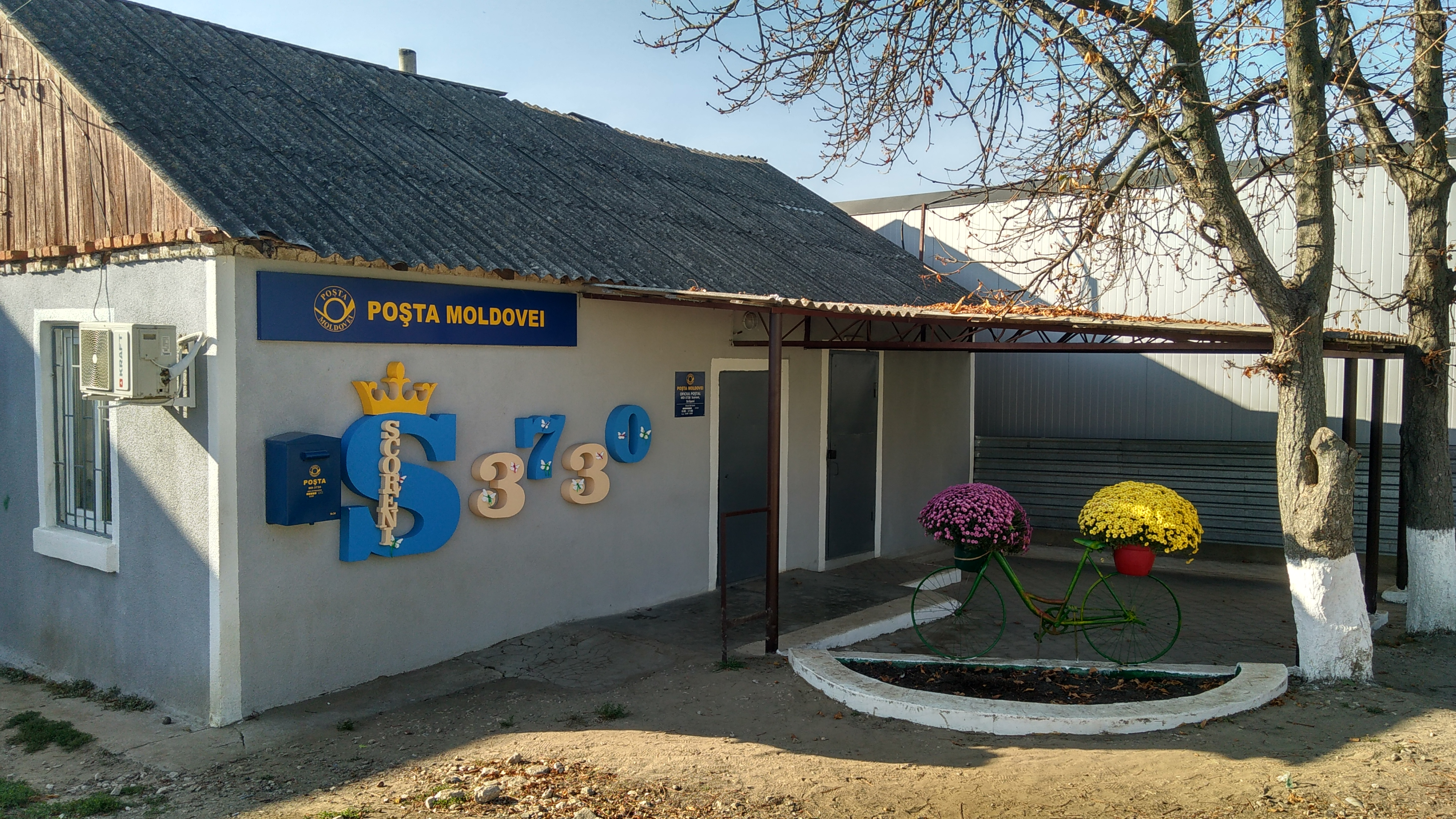
Oficiul poștal

## Economie
În octombrie 2019, în sat erau înregistrați 94 de agenți economici, dintre care 71 activi.
În 2014, a fost dat în exploatare un drum care leagă satul de localitatea vecină Malcoci. Traseul reprezintă o alternativă mai rapidă de a ajunge la Chișinău, față de drumul de ocolire prin Strășeni, care este neasfaltat (până la Strășeni) și are o lungime mai mare. În perspectivă, Agenția de Dezvoltare Regională Centru are pregătit un proiect de modernizare a întregului drum L452, de la Strășeni până la Malcoci, dar nu a fost oferit un termen de implementare.
În 2017, datorită unui grant oferit de guvernul Elveției, a fost implementat un proiect de iluminare a străzilor din sat.
Peste jumătate din populația adultă a satului deține și întreține plantații de viță-de-vie, în special soiul „Moldova”. Fiecare al patrulea bărbat din localitate este antrenat în meșteșugul butoaielor de lemn. Peste 150 de persoane sunt angajate la spitalele din orașele învecinate Strășeni și Chișinău. Printre alte activități se numără creșterea vițeilor și cultivarea de legume în sere.

### Turism

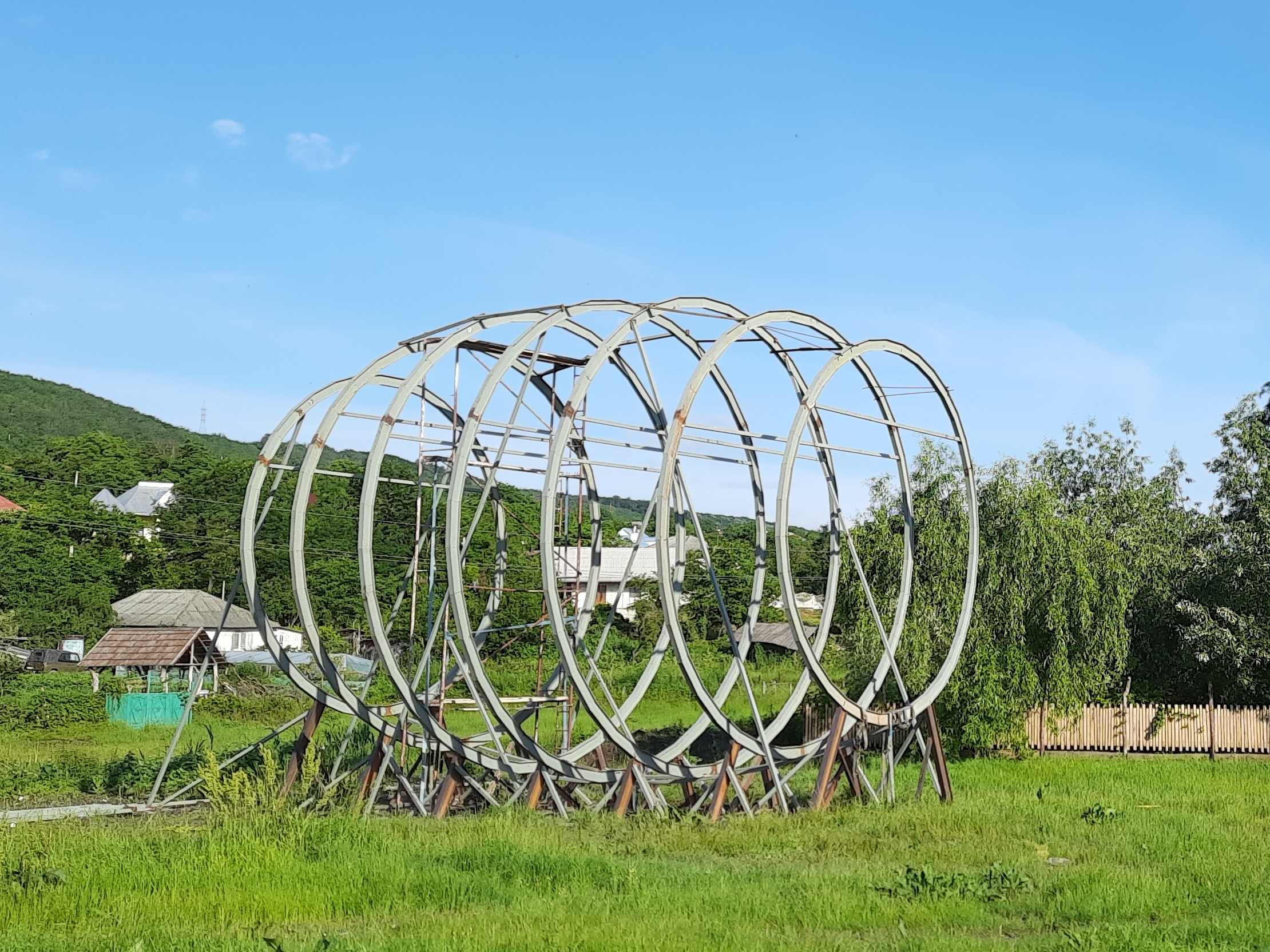
Construcția „celui mai mare butoi din lume”, iunie 2021

În masivele de pădure din vestul și sudul localității sunt amplasate câteva arii protejate, cea mai apropiată fiind rezervația peisagistică Căpriana–Scoreni, pe teritoriul căreia se află unul din stejarii lui Ștefan cel Mare. În extravilan sunt organizate activități de drumeție.
La jumătate de cale între Scoreni și Strășeni se ridică antena TV din Strășeni, care la ai săi 355 m este cea mai înaltă structură din Republica Moldova. Antena transmite unde FM și TV. Nu departe de ea, într-o poiană numită colocvial „km. 6”, în fiecare an se desfășoară Festivalului Internațional de Poezie și Muzică „Eminesciana”, care întrunește participanți din mai multe țări.
În sat există un Muzeu al satului, amenajat în „casa mare” a unei localnice.
În 2021 a început construcția unui muzeu în formă de butoi, care ar urma să devină nucleul turistic al satului. Datorită dimensiunilor mari ale construcției – acoperind o suprafață de 80 m2 și având o înălțime de 6,5 m – autoritățile locale intenționează să introducă butoiul în Cartea Recordurilor ca „cel mai mare butoi din lume”. Structura a fost inaugurată în iulie 2024. În preajma butoiului, din 2022 se desfășoară anual „Festivalul columbofililor”, la care participă crescători de porumbei. Proiectul dat urmărește inclusiv includerea localității în traseul turistic Căpriana–Condrița–Ialoveni.

## Localități înfrățite

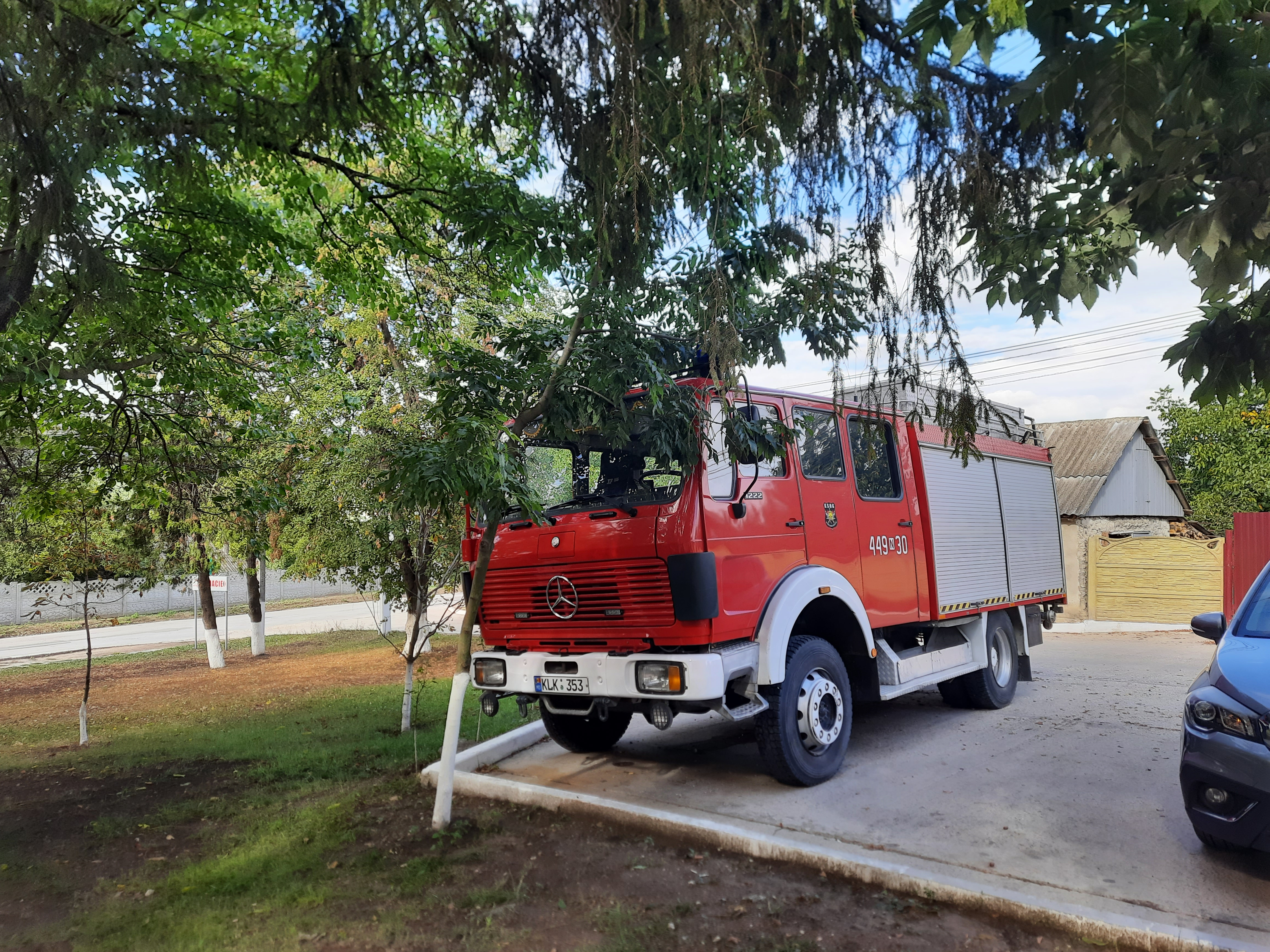
Autospecială de pompieri donată de primăria orașului Ryn

Către noiembrie 2022, Scoreni era înfrățit cu cinci localități:
- comuna Liești, județul Galați
- Ryn, voievodatul Varmia și Mazuria
- comuna Pădureni, județul Vaslui
- comuna Voșlăbeni, județul Harghita
- Mioveni, județul Argeș

În septembrie 2021, primăria orașului polonez Ryn a donat satului Scoreni o autospecială de pompieri. Primăria comunei Liești din județul Galați a finanțat instalarea plăcuțelor stradale. Conducerea orașului Mioveni a contribuit și ea cu mai multe proiecte, printre care finanțarea parțială a construcției butoiului-muzeu.